# Marquesado de San Fernando
El marquesado de San Fernando es un título nobiliario español creado, el 2 de junio de 1806 por el rey Carlos IV, a favor de don Fernando de Solís y Quintano, elevado como Grande de España en 1817.

## Marqueses de San Fernando
|                        | Titular                                   | Periodo                |
| Creación por Carlos IV | Creación por Carlos IV                    | Creación por Carlos IV |
| ---------------------- | ----------------------------------------- | ---------------------- |
| I                      | Fernando de Solís y Quintano              | 1806-1827              |
| II                     | Francisco de Paula de Solís y Cagigal     | 1827-1872              |
| III                    | María Josefa de Solís y Valle             | 1877-1921              |
| IV                     | María Josefa de Ceballos-Zúñiga y Solís   | 1921-1957              |
| V                      | María Fernanda de Ceballos-Zúñiga y Solís | 1959-1999              |
| VI                     | Pedro Tous de Monsalve y Ceballos-Zúñiga  | 2000-actual titular    |

## Historia
- Fernando de Solís y Quintano (m. 27 de marzo de 1827), I marqués de San Fernando.[2] Era nieto de Fernando Florencio de Solís, III marqués de Rianzuela.  Combatió durante la guerra de la Independencia y fue diputado electo en las Cortes de Cádiz.[3]

Contrajo matrimonio el 16 de febrero de 1787 con Ramona de Cagigal y MacSweeny,  hija del marqués de Casa Cagigal. Le sucedió su hijo:
- Francisco de Paula de Solís y Cagigal (m. 13 de mayo de 1872), II marqués de San Fernando.

Se casó el 13 de mayo de 1814 con María Josefa de Quevedo y Vázquez Gata (m. 22 de junio de 1821). Le sucedió su nieta:
- María Josefa de Solís y Valle (m. 4 de abril de 1921), III marquesa de San Fernando.[2]

Se casó el 3 de junio de 1850 con Ramón de Ceballos Zúñiga y Rico. Le sucedió su nieta:
- María Josefa de Ceballos-Zúñiga y Solís (m. 22 de julio de 1947), IV marquesa de San Fernando.[2]

Contrajo matrimonio el 22 de mayo de 1922 con Joaquín Dorado y Rodríguez de Campomanes (m. asesinado en Madrid 7 de noviembre de 1936).  Le sucedió su hermana:
- María Fernanda de Ceballos-Zúñiga y Solís (m. 1 de junio de 1999), V marquesa de San Fernando. [2]

Se casó en primeras nupcias el 1 de julio de 1935 con Pedro de Ceballos Zúñiga y Solís (m. 7 de noviembre de 1936).
Contrajo un segundo matrimonio con Pedro Tous de Monsalve y Rodríguez de Campomanes (m. 2 de noviembre de 1999). Le sucedió su hijo del segundo matrimonio:
- Pedro Tous de Monsalve y Ceballos-Zúñiga, VI marqués de San Fernando.[2][4]

Contrajo matrimonio el 5 de noviembre de 1975 con María Mercedes Gómez de la Cortina y González.